# 217-й парашутно-десантний полк (РФ)
217-й гвардійський парашутно-десантний ордена Кутузова полк (217 ПДП, в/ч 62295) — формування Повітрянодесантних військ Збройних сил Російської Федерації чисельністю у полк. Дислокується у м. Іваново. Входить до складу 98-ї повітрянодесантної дивізії Західного військового округу.
У 2022 році підрозділи полку брали участь у повномасштабному вторгненні РФ в Україну.

## Історія
У 1992 році, після розпаду СРСР, більша частина 217-го гвардійського парашутно-десантного полку Радянської армії перейшов під юрисдикцію Російської Федерації.
Полк воював у Другій Чеченській війні, під час якої начальником штабу полку був Юнус-бек Євкуров.
2022 року підрозділи полку брали участь у повномасштабному вторгненні РФ в Україну. У липні 2022 року на Херсонщині загинув командир полку підполковник Іван Поздєєв
Повідомляється, що полк підтримав Євгена Пригожина під час заколоту ПВК Вагнер в червні 2023.

## Командування
- (2013—2014) Суховецький Андрій Олександрович
- (2014—2016) Тонких Євген Миколайович

## Втрати
З відкритих джерел відомо про деякі втрати 217 ПДП:

## Матеріали
- Michael Holm, 217th Guards order of Kutuzov Parachute Regiment(англ.) // ww2.dk